# لو مان، میانبری به جهنم
لو مان، میانبری به جهنم (ایتالیایی: Le Mans - Scorciatoia per l'inferno) یک فیلم اکشن ایتالیایی به کارگردانی اُسوالدو چیویرانی است که در سال ۱۹۷۰ منتشر شد.

## بازیگران
- لَنگ جفریز
- ارنا شورر
- ادویژ فنش
- فرانکو پشه